# Spanische EU-Ratspräsidentschaft 2010
Die spanische EU-Ratspräsidentschaft in der ersten Jahreshälfte 2010 bezeichnete den Vorsitz Spaniens im Rat der Europäischen Union. Turnusgemäß nahm der spanische Außenminister Miguel Ángel Moratinos vom 1. Januar bis 30. Juni 2010 das Amt des Präsidenten des Rats der Europäischen Union ein. Mit Spanien begann die dritte Dreier-Präsidentschaft, die auch die folgende belgische und ungarische EU-Ratspräsidentschaft umfasst. Die spanische Ratspräsidentschaft war zugleich die erste, in der von Beginn an die Neuerungen des Vertrags von Lissabon galten. Aus diesem Grund trat nicht der spanische Regierungschef José Luis Rodríguez Zapatero den Vorsitz im Europäischen Rat an, sondern der Belgier Herman Van Rompuy, der zuvor zum ersten hauptamtlichen Ratspräsidenten ernannt worden war.

## Themen
Zu den Themen, mit denen die Europäische Union während der spanischen Ratspräsidentschaft konfrontiert war, zählte die Ernennung der Kommission Barroso II. Deren Mitglieder wurden bereits Ende 2009 nominiert, mussten jedoch noch vom Europäischen Parlament bestätigt werden, ehe sie am 10. Februar 2010 ihr Amt antreten konnten.
Zudem spielte die Implementierung der Neuerungen des Vertrags von Lissabon eine wichtige Rolle. So sollten der Europäische Auswärtige Dienst eingerichtet und die Regelungen zur Europäischen Bürgerinitiative verabschiedet werden. Die spanische Regierung kündigte hierbei eine „zurückhaltende“ Tätigkeit an, um die neu geschaffenen europäischen Führungsämter des Ratspräsidenten Herman Van Rompuy und der Hohen Vertreterin für Außen- und Sicherheitspolitik Catherine Ashton nicht zu beschädigen. Auf dem Außenministergipfel Anfang März wurde allerdings Kritik an Ashton laut, da diese die Interessen der Mitgliedstaaten nicht genügend berücksichtige. Letztlich kam es erst kurz vor Ende der spanischen Ratspräsidentschaft zu einer Einigung über den EAD, die tatsächliche Umsetzung blieb ebenso wie die der Europäischen Bürgerinitiative der späteren belgischen Ratspräsidentschaft überlassen.
Des Weiteren stand die Überwindung der weltweiten Wirtschaftskrise im Mittelpunkt der spanischen Ratspräsidentschaft. Zum einen wurde das Programm Europa 2020 entwickelt, das die Nachfolge der Lissabon-Strategie antrat. Zum anderen kamen Anfang 2010 einige Staaten der Eurozone, vor allem Griechenland, unter starken finanziellen Druck, sodass die Stabilität der Währung als gefährdet galt. Um diese griechische Finanzkrise abzumildern, kündigten die europäischen Staats- und Regierungschefs auf dem Gipfel des Europäischen Rates am 11. Februar 2010 an, notfalls finanzielle Unterstützung zu leisten. Zuvor müsse Griechenland jedoch selbst Schritte zur Schuldenabbau einleiten. Auf dem Europäischen Rat im März kam es schließlich zu einer Einigung, die gegebenenfalls eine Stützungsaktion des Internationalen Währungsfonds sowie bilaterale Hilfen der anderen EU-Mitgliedstaaten vorsah. Nachdem Anfang Mai der Druck auf Griechenland, aber auch auf andere Länder, vor allem Portugal und Spanien selbst, noch einmal gestiegen war, wurden schließlich Nothilfen für Griechenland verabschiedet. Um die Euro-Krise zu überwinden, wurde außerdem auf einem Sondergipfel des Europäischen Rates in der Nacht vom 7. zum 8. Mai der Europäische Stabilisierungsmechanismus vereinbart.
Anfang März nahm das in Barcelona ansässige Sekretariat der Union für das Mittelmeer, die bereits zwei Jahre zuvor gegründet worden war, seine Arbeit auf. Ein für Juni 2010 geplantes Gipfeltreffen wurde jedoch verschoben, da die Spannungen im Nahost-Konflikt wenig Erfolgsaussichten versprachen. Auch die transatlantischen Beziehungen zu den USA und zu Lateinamerika sollten Themen der Ratspräsidentschaft sein; ein EU-US-Gipfeltreffen, das für Mai vorgesehen war, wurde jedoch im Februar von US-Präsident Barack Obama abgesagt, nachdem keine Einigung über den Austragungsort erzielt worden war. Spanien hatte Madrid vorgeschlagen, die EU-Institutionen hingegen Brüssel. Ein EU-Lateinamerika-Gipfel fand am 18. und 19. Mai in Madrid statt.
Am Europatag, dem 9. Mai, legte zudem die von Felipe González geleitete Reflexionsgruppe zur Zukunft Europas ihre Arbeitsergebnisse vor.
Außerdem schlug Spanien vor, die Terrorabwehr der EU zu verbessern, indem zusätzlich zum bereits bestehenden Amt des Anti-Terror-Koordinators ein Anti-Terror-Komitee geschaffen würde, das den Informationsaustausch zwischen den Mitgliedstaaten intensivieren sollte. Allerdings wurde dieser Vorschlag vom Anti-Terror-Koordinator Gilles de Kerchove abgelehnt und auch nicht weiterverfolgt.